# Веймарн, Платон Александрович
Платон Александрович Веймарн (26 января 1834 — 18 мая 1893) — русский генерал-лейтенант из рода Веймарнов, чиновник для особых поручений при военном министре. Сын А. Ф. Веймарна, внук П. Л. Шемиота.

## Биография
Вероисповедания православного. 8 июня произведен в корнеты Лейб-Кирасирского Его Высочества Цесаревича полка, со старшинством с 8 августа 1850 года. 8 июня 1852 года произведён в поручики и в следующем году 16 октября переведен корнетом в гвардию. 6 декабря 1854 года поручик гвардии, 12 апреля 1859 года штабс-ротмистр. В этом же году 20 апреля он назначен адъютантом к дежурному генералу Главного Штаба Его Императорского Величества.
30 апреля 1860 года произведен в ротмистры, а 25 ноября 1861 года назначен адъютантом к военному министру; в 1862 году награждён орденом Святого Станислава 2 степени. 19 апреля 1864 года он произведён в полковники, с оставлением в должности и в том же году награждён Императорской Короной К ордену Святого Владимира 2 степени. 12 апреля 1871 года назначен чиновником особых поручении при Военном Министерстве.
16 апреля 1872 года он произведён в генерал-майоры, с оставлением в должности. 18 августа 1873 года он назначен чиновником особых поручении при Военном Министре. В 1878 году награждён орденом Святого Владимира 3 степени, а в 1881 году орденом Святого Станислава 1 степени. 15 мая 1883 года произведён в генерал-лйтенанты, в 1890 году награждён орденом Святой Анны 1 степени, а 15 августа того же года назначен управляющим особою канцелярией для приёма просителей и разбора просьб, подаваемых Военному Министру, с оставлением в должности чиновника особых поручении.
Платон Александрович скончался внезапно 18 мая 1893 года, в имении Кайбола (Ямбургского уезда) и был погребён в селе Ястребине (того же уезда). Был женат, имел двух детей.